# Thời kỳ Sơ triều đại của Ai Cập
Thời kỳ vương triều Cổ xưa hoặc Sơ kỳ vương triều của Ai Cập hay Thời kỳ Tảo Vương quốc bắt đầu ngay sau khi diễn ra sự thống nhất Hạ và Thượng Ai Cập vào khoảng năm 3100 TCN. Nó thường được ghi chép lại là gồm Vương triều thứ Nhất và Vương triều thứ Hai kéo dài từ thời kỳ Tiền Vương triều của Ai Cập cho đến khoảng năm 2686 TCN, hay thời điểm khởi đầu của Cổ vương quốc. Dưới vương triều thứ nhất, kinh đô được chuyển từ Thinis tới Memphis với một nhà nước Ai Cập thống nhất được cai trị bởi một vị thần-vua. Abydos vẫn giữ vai trò là vùng đất thánh quan trọng ở miền nam. Và những tiêu chuẩn của nền văn minh Ai Cập cổ đại, chẳng hạn như nghệ thuật, kiến trúc và nhiều khía cạnh của tôn giáo, đã được hình thành trong giai đoạn Sơ kỳ vương triều.
Trong giai đoạn Sơ kỳ vương triều, và trong phần lớn lịch sử Ai Cập sau đó, đất nước Ai Cập được biết đến với tên gọi hai vùng đất. Các vị vua đã thiết lập nên một bộ máy chính quyền trung ương và bổ nhiệm các thống đốc hoàng gia. Những công trình kiến trúc của nhà nước thường là những ngôi đền bằng gỗ hoặc bằng đá sa thạch. Những chữ tượng hình đầu tiên đã xuất hiện ngay trước khi giai đoạn này bắt đầu, mặc dù có ít đều được biết đến về các ngôn ngữ nói mà chúng đại diện.

## Sự phát triển văn hóa
| N16 · N16 |

| N16 · N16 |

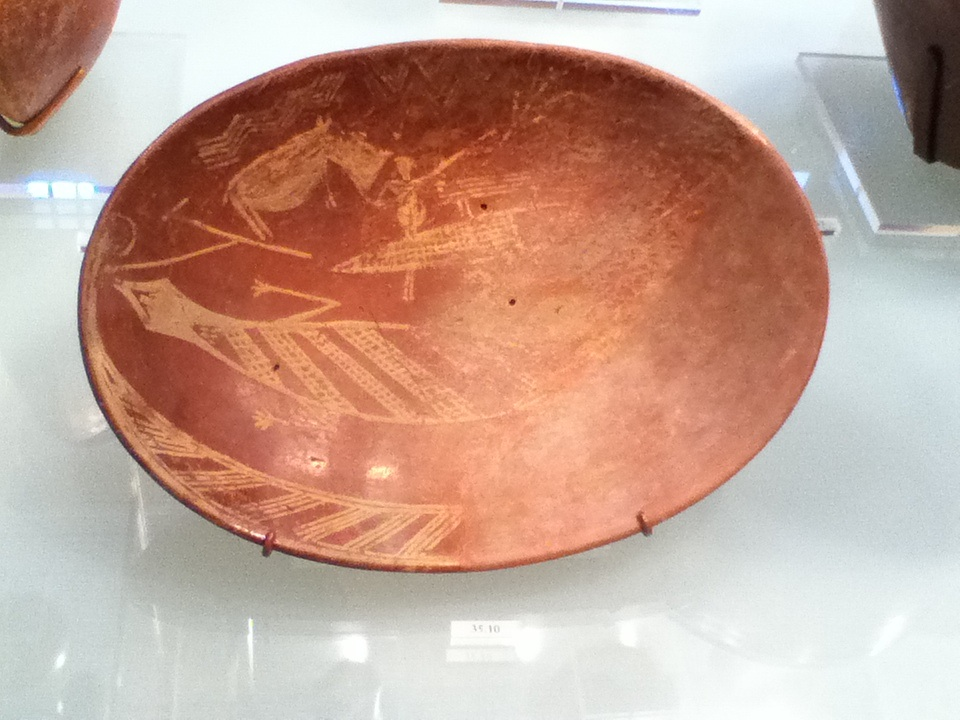
Một chiếc đĩa được làm trong giai đoạn Sơ kỳ vương triều của Ai Cập. Nó miêu tả một người đàn ông ngồi trên một con thuyền sát cạnh một con hà mã và một con cá sấu

Đến khoảng năm 3600 TCN, xã hội thời đồ đá mới của Ai Cập dọc theo sông Nile đã có được những nền móng ban đầu cho nền văn hóa của họ nhờ vào quá trình trồng trọt và thuần dưỡng động vật. Và chỉ một thời gian ngắn sau đó, xã hội Ai Cập đã bắt đầu phát triển và tiến bộ nhanh chóng theo hướng văn minh hơn. Một loại đồ gốm mới và khác biệt, có mối quan hệ với đồ gốm ở miền Nam Levant, đã xuất hiện trong thời gian này. Đồng cũng đã được sử dụng rộng rãi và trở nên phổ biến trong thời gian này. Phương pháp phơi khô gạch bùn của người Lưỡng Hà và những nguyên tắc thiết kế các công trình kiến trúc- bao gồm việc sử dụng khung vòm và các hốc tường để tăng hiệu quả trang trí- đã trở nên phổ biến trong thời gian này.
Song song với những tiến bộ văn hóa, đã diễn ra quá trình thống nhất xã hội và các thành thị ở Thượng Ai Cập. Đồng thời ở vùng đồng bằng sông Nile, hay Hạ Ai Cập, cũng đã diễn ra một quá trình thống nhất Các cuộc chiến tranh giữa Thượng và Hạ Ai Cập đã xảy ra thường xuyên sau đó. Dưới vương triều của mình ở Thượng Ai Cập, vua Narmer đã đánh bại kẻ thù của ông ở vùng châu thổ và thống nhất lại cả hai vương quốc của Thượng và Hạ Ai Cập dưới sự cai trị duy nhất của ông.Trên tấm bảng đá Namer, ông được miêu tả là đang đội vương miện kép, với hoa sen tượng trưng cho Thượng Ai Cập và cây cói sậy tượng trưng cho Hạ Ai Cập - một dấu hiệu của cho sự thống nhất quyền lực đối với tất cả các vùng đất của Ai Cập và được các vị vua sau này tuân theo. Trong thần thoại, sự thống nhất của Ai Cập được miêu tả bằng câu chuyện vị thần chim ưng, còn gọi là Horus được đồng nhất với Hạ Ai Cập, đã chinh phục và chiến thắng thần Set, người được đồng nhất với Thượng Ai Cập. Vương quyền thiêng liêng này đã được thiết lập vững chắc như là nền tảng của nhà nước Ai Cập và sẽ tồn tại trong suốt ba thiên niên kỷ tiếp theo.
Những nghi lễ mai táng dành cho người nông dân sẽ vẫn giống như trong giai đoạn Tiền triệu đại, nhưng những người giàu có đã đòi hỏi nhiều hơn. Do đó, người Ai Cập bắt đầu xây dựng các mastaba mà đã trở thành hình mẫu cho các công trình xây dựng vào thời Cổ vương quốc như kim tự tháp bậc thang. Sự phát triển của nông nghiệp và quá trình tập trung quyền lực vào chính quyền trung ương đã góp phần vào sự thành công của vương quốc trong 800 năm tiếp theo.
Dường như Ai Cập đã trở thành một thực thể thống nhất về văn hóa và kinh tế trong một khoảng thời gian dài trước khi vị vua đầu tiên của nó lên ngôi tại Memphis thuộc Hạ Ai Cập. Điều này sẽ kéo dài trong nhiều thế kỷ. Thống nhất về mặt chính trị đã được tiến hành theo từng bước, có lẽ trong khoảng thời gian một thế kỷ hoặc có thể đến từ việc thiết lập nên mạng lưới giao thương giữa các vùng miền và chính quyền ngày càng có khả năng tổ chức lao động sản xuất trên quy mô lớn.
Cũng trong giai đoạn này, hệ thống chữ viết của người Ai Cập đã tiếp tục được phát triển. Ban đầu chữ viết của người Ai Cập được cấu tạo chủ yếu từ một vài biểu tượng biểu thị số lượng những vật khác nhau. Vào giai đoạn cuối Vương triều thứ 3, nó đã phát triển thành hơn 200 biểu tượng, ở cả ngữ âm và chữ tượng hình.

## Pharaon đầu tiên
Theo Manetho, vị vua đầu tiên đã thống nhất Thượng và Hạ Ai Cập là Menes, ngày nay ông được đồng nhất với Narmer. Narmer chính là vị vua đầu tiên của Vương triều thứ nhất được ghi lại: ông xuất hiện đầu tiên trên danh sách vua của Den và Qa'a Điều này cho thấy Narmer đã được các vị vua thuộc vương triều thứ nhất công nhận như là một vị vua quan trọng đã sáng lập vương triều. Narmer cũng là vua đầu tiên được miêu tả cùng với những biểu tượng quyền lực của cả hai vùng đất (đặc biệt là tấm bảng Narmer, cho thấy Narmer đội vương miện của Thượng và Hạ Ai Cập) và do đó có thể là vị vua đầu tiên đã thống nhất Ai Cập. Ngày nay, tất cả đã đi đến sự đồng thuận đó là "Menes" và "Narmer" đều là cùng một người. Còn có một giả thuyết khác cho rằng Narmer là vị vua cuối cùng của thời kỳ Tiền vương triều  và Hor-Aha được xác định là "Menes ".